# Collada de Beixalís
La Collada de Beixalís és un coll de muntanya dels Pirineus que corona a 1.795 metres d'altura. El coll fa de límit entre les parròquies d'Encamp i la Massana. El coll ha estat punt de pas de curses ciclistes com el Tour de França i la Volta a Espanya.
Des d'Encamp l'ascensió té 7 km de llargada durant els quals se supera un desnivell de 577 metres a una mitjana del 8,2 %. Els desnivells màxims arriben al 18 %. Des d'Escaldes-Engordany l'ascensió té 11,7 km de llargada durant els quals se supera un desnivell de 785 metres a una mitjana del 6,7 %. Els desnivells màxims arriben al 18 %.